# Abohar
Abohar (en punyabí: ਅਬੋਹਰ ) es una ciudad de la India en el distrito de Firozpur, estado de Punyab.

## Geografía
Se encuentra a una altitud de 188 m s. n. m. a 301 km de la capital estatal, Chandigarh, en la zona horaria UTC +5:30.

## Demografía
Según estimación de 2011, Abohar cuenta con una población de 145 302 habitantes.